# Brad Dourif
Bradford Claude Dourif (AFI: [ˈdɔrɨf]; Huntington, 18 de março de 1950) é um ator de cinema e televisão americano, que conquistou fama precoce com sua interpretação de Billy Bibbit no filme One Flew Over the Cuckoo's Nest (br: Um Estranho no Ninho / pt: Voando sobre um Ninho de Cucos), e que desde então se destacou em diversos papéis memoráveis, como a voz de Chucky na série Child's Play, o irmão mais novo em Ragtime, Gríma Wormtongue em O Senhor dos Anéis (br/pt: O Senhor dos Anéis), o betazoide Lon Suder na série de televisão Star Trek: Voyager, o serial killer Charles Dexter/Irmão Edward na série de ficção científica Babylon 5, e Doc Cochran na série de televisão Deadwood, da HBO e James Venamun em O Exorcista III.
Dourif trabalhou com o célebre diretor cinematográfico alemão Werner Herzog em diversas obras, como Scream of Stone, The Wild Blue Yonder, Bad Lieutenant: Port of Call New Orleans (br: Vício Frenético / pt: Tenente Mau) e My Son, My Son, What Have Ye Done?, além de dublar o reverendo Reed no jogo Gun e o inventor Piero Joplin no jogo Dishonored.

## Filmografia
- 1975 - One Flew Over the Cuckoo's Nest (br: Um Estranho No Ninho / pt: Voando Sobre Um Ninho De Cucos) como Billy Bibbit
- 1977 - Gruppenbild mit Dame como Boris Koltwoski
- 1980 - Heaven's Gate (br: O Portal do Paraíso / pt: As Portas do Céu) como Sr. Eggleston
- 1981 - Ragtime como o irmão mais jovem
- 1984 - Duna como Piter De Vries
- 1986 - Blue Velvet (br: Veludo Azul) como Raymond
- 1987 - Fatal Beauty (br: Mercadores da Morte) como Leo Nova
- 1988 - Child's Play (br: Brinquedo Assassino / pt: Chuckie - O Boneco Diabólico) como Charles Lee Ray (Chucky)
- 1988 - Mississippi Burning (br: Mississippi Em Chamas) como Clinton Pell
- 1990 - Child's Play 2 (br: Brinquedo Assassino 2 / pt: Chuckie - O Boneco Diabólico 2) como Chucky
- 1990 - The Exorcist III (br: O Exorcista III) como The Gemini Killer
- 1991 - Child's Play 3 (br: Brinquedo Assassino 3 / pt: Chuckie - O Boneco Diabólico 3) como Chucky
- 1991 - Jungle Fever (br: Febre da Selva) como Leslie
- 1993 - Amos & Andrew (br: Não Chame a Polícia) como Oficial Donnie Donaldson
- 1994 - Color of Night (br: A Cor da Noite) como Clark
- 1994 - Murder on First (br: Assassinato em Primeiro Grau) como Byron Stumphill
- 1995 - Death Machine (br: A Máquina da Morte) como Jack Dante
- 1996 - If Looks Could Kill: The John Hawkins Story (br: 'Ato Imoral) como Eugene Hanson a.k.a. "Von Snowden"
- 1997 - Alien: Resurrection (br: Alien: A Ressurreição) como Dr. Gediman
- 1998 - Senseless (br: Sem Sentido) como Dr. Wheedon
- 1998 - Bride of Chucky (br: A Noiva de Chucky) como Charles Lee Ray (Chucky)
- 2000 - Shadow Hours (br: Sombra Assassina) como Roland Montague
- 2002 - The Lord of the Rings: The Two Towers (br: O Senhor dos Anéis: As Duas Torres) como Grima Wormtongue
- 2003 - The Lord of the Rings: The Return of the King (br: O Senhor dos Anéis: O Retorno do Rei) como Grima Wormtongue
- 2004 - Seed of Chucky como Charles Lee Ray (Chucky)
- 2007 - Sinner como Cadie
- 2007 - Halloween como Xerife Leigh Brackett
- 2009 - Halloween 2 como Xerife Leigh Brackett
- 2010 - Death and Cremation como Stanley de 59 anos
- 2013 - Curse of Chucky como Charles Lee Ray (Chucky)
- 2017 - Cult of Chucky como (Chucky)
- 2021 - Chucky como (Chucky)

## Televisão
- 1994 - Arquivo X - episódio Beyond the Sea - como Luther Lee Boggs
- 1996 - Millennium - episódio Force Majeure - como Dennis Hoffman
- 2013 - End of the World - como Dr. Walter Brown[3]
- 2021-2022 - Chucky - Charles Lee Ray (Chucky)

## Principais prêmios e indicações
Oscar 1976
- Foi indicado na categoria de melhor ator (coadjuvante/secundário) pelo papel de Billy Bibbit, em One Flew Over the Cuckoo's Nest.

BAFTA 1977
- Venceu na categoria de melhor ator (coadjuvante/secundário) pelo papel de Billy Bibbit, em One Flew Over the Cuckoo's Nest.

Emmy 2004
- Venceu na categoria de ator destacado (coadjuvante/secundário) em série dramática de televisão por Deadwood

Globo de Ouro 1976
- Venceu na categoria de melhor ator estreante por One Flew Over the Cuckoo's Nest.

Academy of Science Fiction, Fantasy & Horror Films 1991
- Foi indicado na categoria de melhor ator (coadjuvante/secundário) pelo papel de The Gemini Killer/James Venamun, em The Exorcist III.